# Finnträskån, Piteå kommun
Finnträskån är ett vattendrag i Piteå kommun i södra Norrbotten. Den är ett högerbiflöde till Jävreån och omkring 10 km lång, med källflöden inräknat omkring 25 km. Avrinningsområde ca 55 km². Största källflöde är Gravängesbäcken från nordväst.
F. rinner upp i Finnträsket på gränsen mellan Västerbotten och Norrbotten. Därifrån strömmar den först några km åt sydost, därpå åt nordnordost via Båtvikträsket och Fågelträsket och mynnar i Jävreån strax väster om Jävre. 